# Minicom Advanced Systems
Minicom Advanced Systems war ein Hersteller digitaler und analoger KVM-Lösungen (Keyboard, Video, Mouse) für effizientes Out-of-Band Server Management. Darüber hinaus war Minicom Anbieter für Audio/Video- und serielle Übertragungs- und Verteilungssysteme für den Digital-Signage-Markt.

## Geschichte
Minicom wurde 1988 in Jerusalem, Israel, gegründet. Regionale Gesellschaften steuern die Geschäfte in Europa und den USA. Darüber hinaus agieren eigenständige Vertriebsgruppen in Deutschland, dem Vereinigten Königreich, Italien und Frankreich. 2005 erwarb Minicom die Replicom Ltd., heute die Forschungsschmiede für IP-Technologie innerhalb von Minicom.
Minicom hat Niederlassungen in Dübendorf, London, Kiel, Rom und New Jersey, und war in über 70 Ländern präsent.
Im Oktober 2006 wurde verkündet, dass Minicom eine Kapitalanlage von der Intel Capital erhalten hat.
Im November 2006 wurde Minicom auf Platz 37 der am schnellsten wachsenden israelischen Technologieunternehmen der 2006 Deloitte Brightman Almagor Technology Fast 50 competition geführt. Dies wiederum ermöglichte Minicom einen Eintrag in den 2006 Fast 500 EMEA.